# ملاعق الحواريين

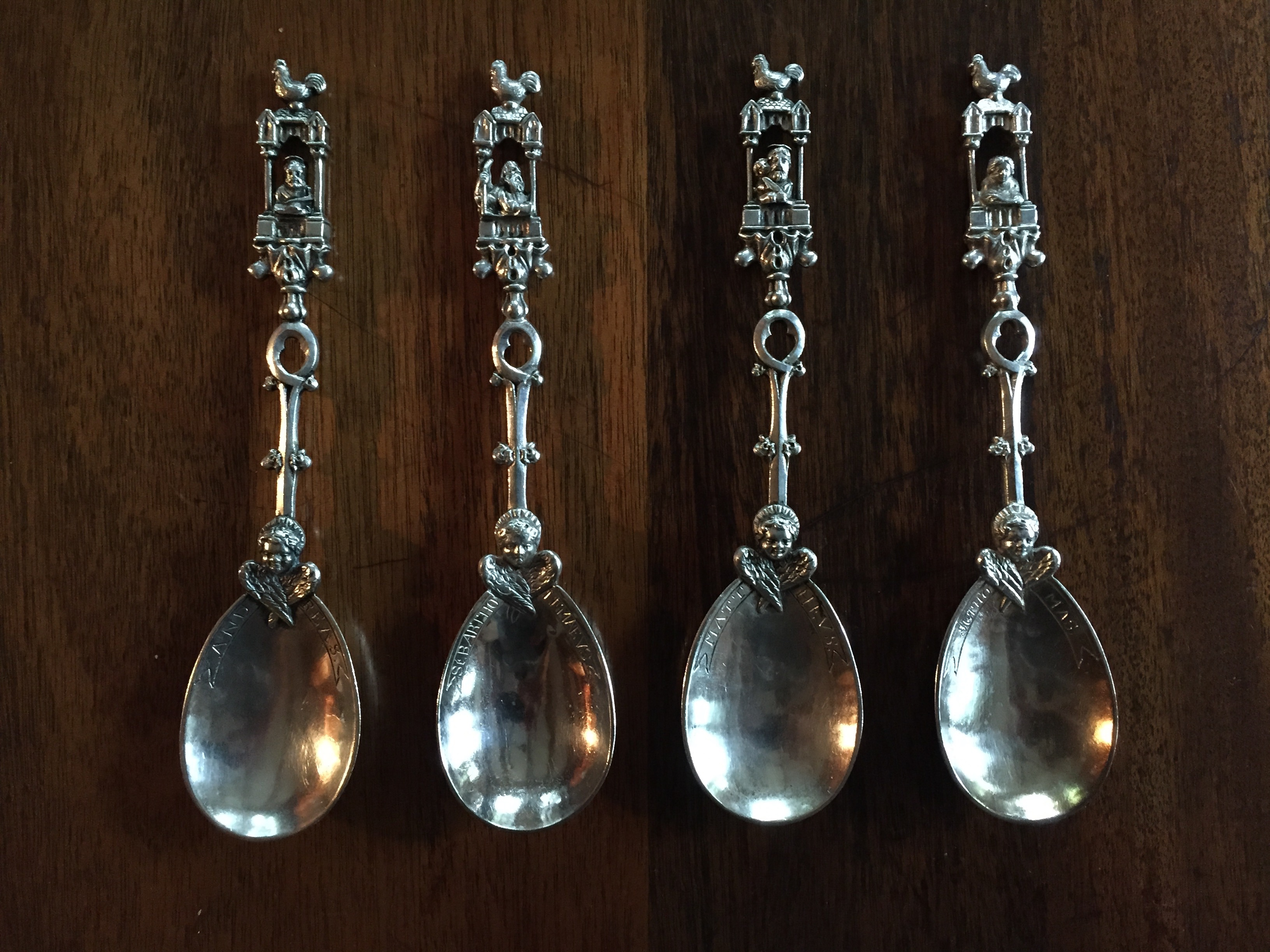
ملاعق الحواريين من اليسار إلى اليمين أندرواس وبَرثُولَماوُس ومتى وتوما

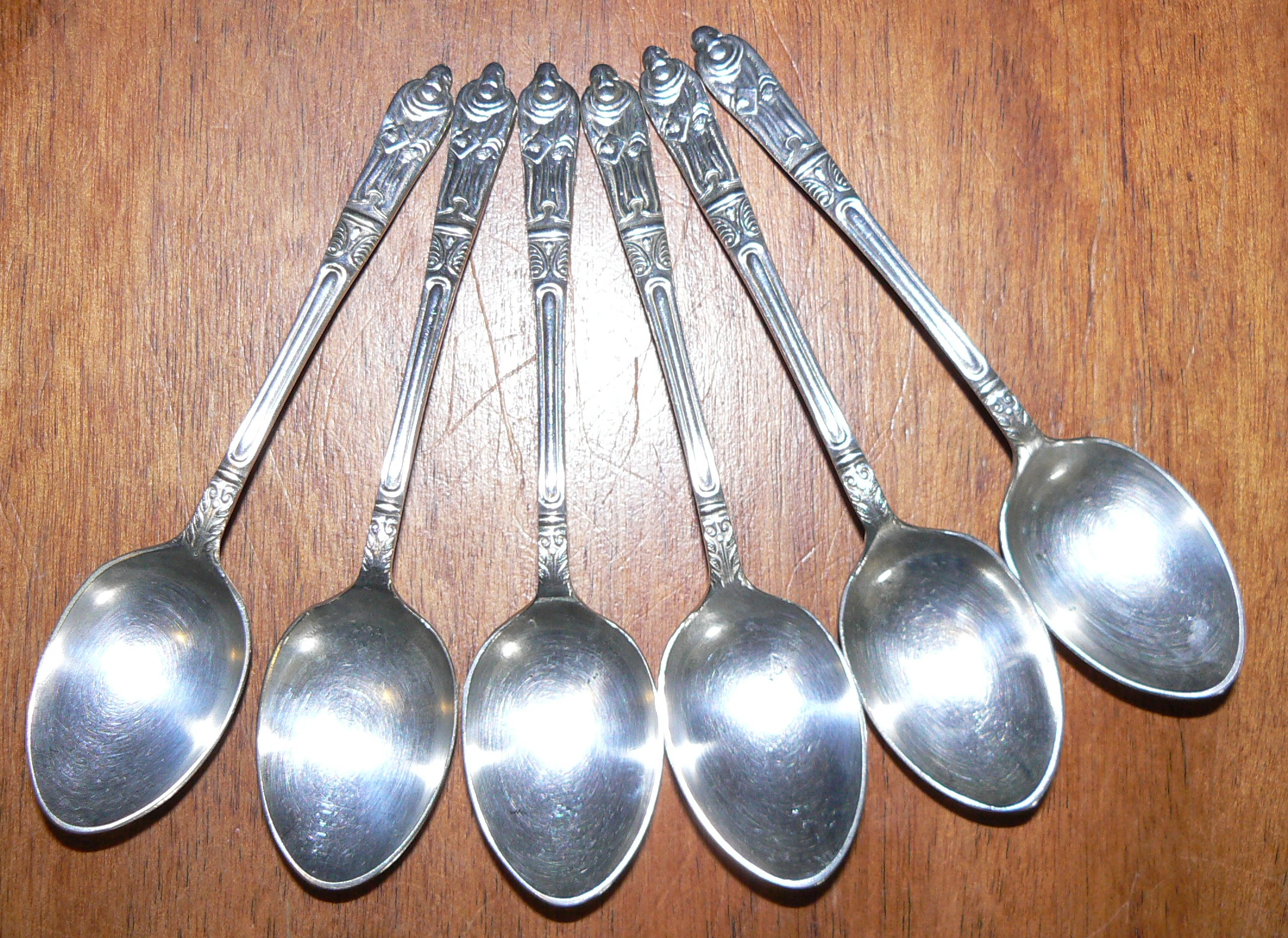
مجموعة من ملاعق الحواريين

ملعقة الحواري هي ملعقة (عادةً ما تكون من الفضة أو مطلية به، وقد تكون من معادن أخرى، مثل البيوتر ) مع صورة حواريّ أو قديس آخر نهاية للمقبض، وكل منها يحمل شعاره المميز. كانت ملاعق الحواريين شائعة قبل الإصلاح خصوصًا. فهي ترمز إلى العشاء الأخير للمسيح بصحبة الحواريين. كانت ملاعق الحواريين شائعة في إنجلترا وألمانيا.